# Fadilpašići
Fadilpašić, jedna iz kruga najmoćnijih i najbogatijih begovskih obitelji u Bosni na prijelazu 19. u 20. stoljeće.
Posjede su imali u srednjoj i istočnoj Bosni, Podrinju te nešto u Posavini. Govorilo se da je jedno vrijeme uprava središnje i istočne Bosne bila u njihovim rukama. Imanja su im bila raspršena kako je to karakteristično i kod ostalih begovskih obitelji. Posjede su stekli ženidbenim vezama s ostalim begovskim obiteljima. Naizgled nisu se razlikovali od ostalih krupnih i bogatih begovskih kuća. Isprve su imali samo ugled i udoban život koji im je bio osiguran temeljem dokumentiranoj pripadnosti potomstvu islamskog proroka Muhameda, što im je dalo pravo obnašati dužnost nakibul-ešrafa što je jamčilo blagostanje ali ne i veće zemljišne posjede. Do njih su došli ženidbenim vezama s drugim begovskim obiteljima (Fazlagić, Tuzlić, Babić, Gradaščević, Uzunić) od koji su neki pripadnici bili zadnji od svoje obitelji. No, do bogatstva su došli i zakupništvom bosanskih carina, kupovinom i darovima od strane države, uzurpiranjem napuštenih evladijet-vakufa, a postoje predaje i od financijskim prijevarama. Dio imanja stekli su tako što su se kmetovi odricali kmetoprava i pristajali da se kmetsko selište u gruntovnicu upiše kao begluk. Poput ostalih begova u BiH, bili su vlasnicima nekoliko kula i ljetnikovaca. Te nekretnine nisu bile kao neki centar moći nego su bile stambene i za odmor. Više su bile kao pokazatelj snage, moći i bogatstva. Imanja su širili i poslije 1878., za razliku od većine ostalih begovskih obitelji. Ali, kao i kod drugih iz begovata, nije postojalo zajendičko upravljanje posjedom. Šumama su upravljali preko šumara. Zemljišta su izdavali na obradu na polovicu, rjeđe u zakup u novcu.
Podrijetlom su s Krima iz grada Kaffe. U Sarajevo su doselili početkom 18. stoljeća, no u red krupnih zemljoposjednika ušli su tek stoljeće poslije, koncem 18. i početkom 19. stoljeća. U obitelji je bilo imama i hatiba Careve džamije, muteselima nekoliko gradova, sarajevskih kadija, zapovjednika suvari-redifa (pričuvnog konjaništva), paša. Vrlo utjecajno ime je sin Mustafe Nurudina efendije paša Fadil (1802. – 1882.), po kojem se prozvala obitelj. Mustafa Hajrudin Fadilpašić bio je prvi gradonačelnik Sarajeva u Austro-Ugarskoj. Mahmud Asaf Fadilpašić bio je istaknuti član Muslimanske narodne organizacije.